# 2nd California Cavalry
Le 2nd Regiment California Volunteer Cavalry est un régiment de cavalerie de l'armée de l'Union pendant la guerre de Sécession. Il passe tout son temps de service dans l'ouest des États-Unis, avec la plupart de ses compagnies dispersées dans divers postes.

## Histoire
Le 2nd California Cavalry est organisé lors du deuxième appel du président pour lever des troupes des États en août 1861. Au 30 octobre 1861, le régiment est organisé et entre en service. Les compagnies sont rassemblées au camp Alert à San Francisco. Après avoir complété l'organisation du régiment et une courte période d'entraînement et de discipline, le régiment est envoyé, par compagnies, dans divers postes du département du Pacifique. La libération finale du régiment se fait en mars 1866.

### Commandant du 2nd Regiment California Volunteer Cavalry
| Grade (USV) | Nom                  | Début            | Fin                             |
| ----------- | -------------------- | ---------------- | ------------------------------- |
| Colonel     | Andrew J. Smith      | 2 octobre 1861   | démissionne le 15 novembre 1861 |
| Colonel     | Columbus Sims (en)   | 13 novembre 1861 | 31 janvier 1863                 |
| Colonel     | George S. Evans (en) | 1er février 1863 | démissionne le 31 mai 1863      |
| Colonel     | Edward McGarry (en)  | 29 novembre 1864 | 31 mars 1866                    |

## Affectation des compagnies
- Quartier général : après avoir complété l'organisation du régiment, et une petite période d'entraînement et de discipline, le quartier général régimentaire est envoyé dans le territoire de l'Utah, y restant jusqu'en octobre 1864, où il part pour le camp Union, près de Sacramento, et y reste jusqu'à la libération finale du régiment en tant qu'organisation, en mars 1866.
- Compagnie A : la compagnie A est d'abord envoyée au fort Churchill, au Nevada, puis dans le territoire de l'Utah, où elle reste jusqu'en décembre 1864, quand elle stationne à fort Union près de Sacramento. À peu près à la même période, les engagements de service de ses hommes arrivent à leur terme.

- - Nouvelle compagnie A: la compagnie A est de nouveau organisée par réengagement de beaucoup de ses anciens membres et l'enrôlement de recrues suffisantes pour compléter la compagnie à l'effectif requis. En septembre 1865, elle part pour le fort Miller, dans le comté de Fresno, et en novembre 1865, elle part pour le camp Babbitt, près de Visalia, où elle reste jusqu'à ce qu'elle reçoive l'ordre de partir pour le camp Union, près de Sacramento, pour être libérée du service en avril 1866.
- Compagnie B : la compagnie B reçoit l'ordre de partir en Californie du Sud en février 1862, et fait partie de la colonne de Californie de Carleton. Elle marche avec ce commandement vers le Nouveau-Mexique. Au printemps 1864, elle retourne en Californie, et est libérée du service en tant que compagnie à San Francisco le 10 octobre 1864. Le commandant de la compagnie pendant cette période est le capitaine John C. Cremony (en).
  - Nouvelle compagnie B : après la libération de la compagnie B originale, une nouvelle compagnie B est organisée, et George D. Conrad devient le capitaine de la compagnie. La nouvelle compagnie reste au camp Union, jusqu'en juin 1865, quand elle part pour la ville minière de Dun Glen, au Nevada (en), où elle sert à la défense contre les attaques indiennes, jusqu'à ce qu'elle soit libérée du service au printemps 1866.
- Compagnie C : elle sert au fort Crook, pendant pratiquement tous le temps où elle est en service.
  - Nouvelle compagnie C : lorsque les engagements de ses membres originaux expirent à l'automne 1864, ils sont libérés du service au fort Crook, et la compagnie est complétée par l'enrôlement de recrues de San Francisco. Elle est finalement libérée à Sacramento en mai 1866.
- Compagnie D : après avoir quitté le camp Alert, la compagnie D part pour la Californie du Sud au début 1862. La compagnie stationne à Kline's Ranch pendant que le reste est détaché pour soutenir l'organisation de la colonne de Californie. En juin 1862, elle est envoyée rejoindre la campagne du colonel Evans contre les Paiutes dans la vallée de l'Owens et retourne ensuite au camp Babbitt à l'automne. À la reprise des hostilités dans la vallée de l'Owens, elle revient en avril 1863 via Keyesville (en), et est engagée lors du massacre de Keyesville (en) puis part pour le camp Independence (en), dans la vallée des rivières Owens, participant à la dernière campagne de la guerre indienne de la vallée de l'Owens (en), et escortant près de 1 000 Paiutes au fort Tejon en juillet 1863. Elle reste là jusqu'en août 1863 ; puis au fort Tejon, jusqu'en mars 1864 quand elle part pour le camp Union où les membres originaux sont libérés du service.
  - Nouvelle compagnie D : à l'expiration des durées d'engagement, pendant les mois de septembre et octobre 1864, la compagnie est réorganisée par le capitaine W. L. Knight, et après avoir servi un petit temps au camp Union, et au camp Jackson dans le comté d'Amador, elle est envoyée à Colusa ; puis vers Red Bluff, et finalement, en juillet 1865, à Smoke Creek au Nevada (au nord de Pyramid Lake), où elle reste jusqu'à ce qu'elle reçoive l'ordre d’être libérée du service au camp Union le 29 mai 1866.
- Compagnie E : organisée à l'origine en tant que « rangers de Tuolumne », après avoir quitté le camp Alert, la compagnie E part en premier au fort Humboldt, y restant jusqu'au printemps 1862. Aucune archive des stations de cette compagnie ne peut être trouvée entre février 1862 jusqu'en avril 1863, date où elle est au camp Babbitt, puis marche vers camp Independence, dans la vallée de la rivière Owens. Au cours du mois de juillet 1863, elle part vers le fort Tejon et en août 1863, vers le camp Babbitt, près de Visalia, où elle reste jusqu'en novembre 1865.
  - Nouvelle compagnie E : les membres quittent le service actif à San Francisco le 6 octobre 1864. Après avoir quitté le camp Babbitt, la compagnie stationne une nouvelle fois au camp Independence, jusqu'à qu'elle reçoive l'ordre de partir pour San Francisco pour être libérée du service, ce qui a lieu le 2 juin 1866.
- Compagnie F : cette compagnie est organisée à Sacramento, et appelée d'abord les « rangers de Sacramento ». Après avoir quitté le camp Alert, elle stationne dans divers lieux, au camp Union et le 31 juillet 1863 au camp Bidwell (en) jusqu'au moment où elle retourne au camp Union. Environ, un tiers de la compagnie, sous les ordres d'un lieutenant, est gardée à San Francisco en tant que garde de la prévôté pendant la plupart du temps où la compagnie est en activité. Cette compagnie fournit un grand nombre d'officiers pour les autres compagnies et les régiments des volontaires de Californie, quatorze de ses engagés sont commissionnés en tant qu'officiers.
  - Nouvelle compagnie F : le terme des engagements des membres originaux expire et ils quittent le service actif à San Francisco le 24 septembre 1864. La compagnie est complétée avec de nouvelles recrues, et elle stationne à camp Union et d'autres lieux, la Bear Valley, dans le comté de Mariposa, la vallée d'Ione, à Colusa, au fort Crook, à Smoke Creek au Nevada, au fort Bidwell et au lac Goose en Californie. Elle est finalement libérée du service à Sacramento le 27 juin 1866
- Compagnie G : la compagnie G, après avoir été organisée au camp Alert, est envoyée au Drum Barracks, où elle reste environ un mois ; puis elle part pour le camp Latham, près de Los Angeles. Il n'y a pas d'archives montrant la durée de stationnement au camp Latham, ni pour la période du 28 février 1862, lorsqu'elle est dans ce dernier endroit, et le 30 avril 1864 où elle stationne à camp Independence, dans la vallée de l'Owens. Pendant le mois d'août 1863, la compagnie part pour le camp Leonard en Californie où elle reste pendant deux mois. Elle part ensuite pour le fort Tejon, y restant trois mois ; puis elle est au camp Babbitt près de Visalian où elle reste de janvier 1864 au août 1864, quand elle part pour San Francisco pour être libérée du service. Les membres originaux quittent le service actif au cours des mois de septembre et octobre 1864.
  - Nouvelle compagnie G : la compagnie est complétée une nouvelle fois, et stationne au camp Union d'octobre 1864 à mars 1865. Elle est dans un camp près d'Hornitos, dans le comté de Mariposa pendant un mois ; elle est ensuite au camp Union jusqu'au 1er février 1866 quand elle est finalement libérée du service.
- Compagnie H : la compagnie H, après avoir été organisée au camp Alert, est envoyée au fort Churchill, au Nevada, où elle stationne pendant les mois de janvier et février 1862. Il n'y a pas d'archives des lieux de stationnement de cette compagnie du 28 février 1862 au 30 avril 1864 quand elle stationne à camp relief, dans le territoire de l'Utah, et de mai à août 1864 au camp Conness dans le territoire de l'Idaho, et au camp Douglas dans le territoire de l'Utah au cours de septembre 1864. Le terme des engagements de la plupart des membres originaux expire pendant les mois de septembre et octobre, et ils sont libérés du service actif au camp Douglas.
  - Nouvelle compagnie H : le reste des hommes marchent vers le camp Union, à Sacramento, où la compagnie recrute pour compléter ses effectifs, et y reste en service de décembre 1864 jusqu'en mars 1865. Elle est en service de prévôté dans la ville de Sacramento d'avril à août, où elle reçoit l'ordre de partir vers les Drum Barracks, dans le comté de Los Angeles, y arrivant vers le 1er octobre 1865, où elle reste jusqu'à sa libération définitive le 20 avril 1866. Un détachement, stationné à San Francisco, est libéré au Présidio, le 26 avril 1866.
- Compagnie I : la compagnie I est organisée au camp Alert. Elle est envoyée d'abord au camp Drum, où elle stationne pendant le mois de janvier 1862,et au camp Latham, près de Los Angeles en février 1862. De février 1862 à avril 1863, il n'y a pas d'archive. Le 30 avril 1863, la compagnie est à camp Babbitt, près de Visalia, où elle reste jusqu'en janvier 1864. Elle marche ensuite vers les Benicia Barracks où elle stationne de mars à mai. Elle part en juin 1864 pour le camp Bidwell, près de Chico, en Californie, où elle reste. Le terme des engagements de la plupart de ses membres originaux expire en septembre 1864 et ils sont déchargés de leurs obligations à San Francisco du 1er octobre au 7 octobre 1864.
  - Nouvelle compagnie I : complétée pour atteindre son effectif complet au camp Bidwell, la compagnie y reste jusqu'en mai 1865. Au cours des mois de juin et juillet, elle est en route pour le fort McDermitt au Nevada, où elle reste jusqu'à sa libération définitive à Sacramento le 24 juin 1866.
- Compagnie K : la compagnie K est au camp Alert jusqu'au 28 février 1862. Il n'y a pas d'archive montrant à quelle date la compagnie quitte ce poste ni où elle sert pendant plus d'un an. Elle apparaît au fort Ruby au Nevada le 31 mars 1863 et elle stationne alors à Deep Creek, en Utah, à Government Springs en Utah, à Cedar Swamp en Utah, de nouveau à fort Ruby, à Farmington en Utah et au camp Douglas en Utah, environ un mois dans chaque endroit. Elle stationne à camp Douglas de novembre 1863 jusqu'en avril 1864. Elle part ensuite dans divers endroits : camp Relief en Utah, Canon Creek en Idaho, au camp Conness en Idaho, à Farmington en Utah, et de nouveau au camp Douglas, arrivant à ce dernier endroit vers la fin du mois de septembre 1864, où pratiquement tous ses membres originaux quittent le service actif au terme de leur engagement.
  - Nouvelle compagnie K : la compagnie est complétée de nouveau pour atteindre son plein effectif et sert au camp Union jusqu'au 30 juin 1865, puis à Chico en Californie en juillet 1865, à Smoke Creek au Nevada d'août à octobre 1865. Puis au fort Churchill jusqu'au 1er mai 1866, quand elle marche vers camp Union, et elle est finalement libérée le 18 mai 1866.
- Compagnie L : la compagnie L est au camp Alert jusqu'en mars 1862, à partir de cette date et jusqu'au 30 avril 1863, aucune archive ne peut être trouvée sur les lieux occupés par la compagnie. Pendant ce mois, elle est dans un camp à Bishop Creek, dans la vallée de la rivière Owens ; pendant le mois de mai 1863, elle est à camp Independence, dans la même vallée ; en juin, elle est à fort Churchill, en juillet à fort Ruby, tous deux au Nevada ; en août, elle est en route vers Salt Lake, et à partir de ce mois et jusqu'en mars 1864, elle est à camp Douglas, près de Salt Lake City. Pendant les quatre mois suivants, elle est dans divers lieux successivement comme suit : Rush Valley, en mars 1864 ; camp Relief en avril ; camp Conness en mai ; à Bingham Creek en juin ; et de retour au camp Douglas pour les deux mois suivants. Le terme des engagements des membres originaux expire en septembre et octobre 1864, et ils quittent le service actif à camp Douglas.
  - Nouvelle compagnie L : la compagnie est réorganisée et complétée à son plein effectif à camp Douglas, puis est envoyée au fort Bridger dans le territoire de Wyoming, pendant cinq mois. Puis, elle part au fort Laramie pendant quelques mois ; ensuite, elle est dans la vallée de Rush en Utah jusqu'en mai 1866, et finalement elle revient au camp Douglas pour sa libération définitive le 12 juillet 1886.
- Compagnie M : la compagnie M est au camp Alert jusqu'au printemps 1862, date à partir de laquelle et jusqu'en mai 1863, aucune archive de ses stationnements ne peut être trouvée. Du 1er mai 1863 jusqu'en mai 1864, elle est stationnée à fort Bridger dans le territoire du Wyoming. De mai jusqu'en août 1864, elle fait des relevés topographiques et crée une route de chariots de Salt Lake jusqu'au départ des eaux navigables du fleuve Colorado dans le territoire de l'Arizona, près du fort Mojave. D'août à novembre, elle est au camp Douglas. Le terme des engagements des membres originaux expire en septembre et octobre 1864, et la compagnie est libérée du service actif au camp Douglas le 4 octobre 1864.
  - Nouvelle compagnie M : la compagnie est réorganisée immédiatement par le recrutement de nouveaux membres, et de novembre 1864 jusqu'en mai 1865, elle est à fort Bridger dans le territoire du Wyoming. De mai à juin 1865, elle est à fort Laramie ; de juillet à novembre 1864, elle est à divers endroits dans les territoires du Dakota, du Wyoming et de l'Utah. De novembre 1865 à mai 1866, elle est dans la réserve gouvernementale de la vallée de Rush en Utah. De mai à juin 1866, elle est au camp Douglas où la compagnie est libérée définitivement le 12 juillet 1866.